# 尾崎彩香
尾崎 彩香（おざき あやか、1990年6月10日 - ）は、大阪府出身の女性ファッションモデル、アイドル、タレントである。松竹芸能所属。

## 略歴
事務所のスカウトでモデルになる。ローティーン向けファッション雑誌「ニコラ」（新潮社）の専属モデル（ニコモ）として活動した。

## 来歴・人物
- 人懐っこく、大阪弁がお茶目なのが特徴。
- 好きなファッションアイテムは、デニム。好きなブランドはセシルマクビー。
- 好きな芸能人は亀梨和也である。
- 好きな飲み物は爽健美茶。好きな食べ物は焼き鳥（尾崎家特製）、たこ焼き、オムライス。

## 出演
雑誌
- 『ニコラ』（新潮社、2005年5月号 - ）専属モデル

CM
- 『揖保乃糸』
- 『サンガリア』

スチル写真
- 『進研ゼミ』

TV
- 『ディズニータイム』リポーター